# Carl Gustav Talbot
Carl Gustav Talbot (* 3. Oktober 1829 in Aachen; † 21. September 1899 ebenda) war ein deutscher Waggonfabrikant.

## Leben und Wirken
Der Sohn des Gründers der Waggonfabrik Talbot, Hugo Jacob Talbot (1794–1850), und der Rosa Puissant (1798–1862) aus Mons wurde zusammen mit seinen beiden Brüdern Eduard (1817–1876) und Julius Josef (1818–1896) schon früh von seinem Elternhaus auf die Übernahme des väterlichen Unternehmens vorbereitet. Da beim Tod des Vaters im Jahr 1850 Carl Gustav noch zu jung und seine Brüder noch nicht dazu bereit waren, die Waggonfabrik zu übernehmen, wurde diese zunächst stillgelegt. Erst fünf Jahre später entschlossen sich die drei Brüder zusammen mit dem Eisenbahningenieur Peter Herbrand die Fabrik unter der Firmierung Talbot & Herbrand neu zu eröffnen. Nach dem Ausscheiden von Herbrand, der nun selbst 1866 in Köln-Ehrenfeld die Waggonfabrik P. Herbrand & Cie gegründet hatte, erhielt das Unternehmen der drei Brüder schließlich den bis 1995 gültigen Namen Waggonfabrik Talbot.
Carl Gustav Talbot leitete bis zu seinem Tode das Unternehmen hauptverantwortlich und sorgte durch die Aufnahme seines Sohnes Georg Talbot in die Geschäftsleitung für einen reibungslosen Übergang der Leitungsverantwortung innerhalb der Familie. Dieser hatte nach seiner Ausbildung zum Eisenbahningenieur 1891 den Talbot-Selbstentlader entwickelt, der für ein Jahrhundert eine der wirtschaftlichen Säulen der Waggonfabrik Talbot darstellte.
Neben seinen dienstlichen Verpflichtungen war Carl Gustav Talbot Vorsitzender bzw. Vorstands- oder Aufsichtsratsmitglied mehrerer renommierter Gesellschaften und Verbände. Darüber hinaus war er viele Jahre Ratsmitglied der Stadt Aachen und von 1894 bis 1899 Abgeordneter im Rheinischen Provinziallandtag.
Für seine Verdienste wurde Talbot 1890 zum Kommerzienrat ernannt und mit dem Roten Adlerorden in der IV. Klasse (Ritter) ausgezeichnet.

## Familie und Soziales
Carl Gustav Talbot war verheiratet mit Clémence Piedbœuf (1835–1912), Tochter des Industriellen Jean Pascal Piedbœuf (1813–1879), dem Gründer des Eisenblech-Walzwerkes Piedboeuf, Dawans & Co und des Röhrenwerkes J. P. Piedboeuf & Co., beide in Düsseldorf-Oberbilk sowie Kgl. belgischer Konsul in Aachen. Mit ihr hatte er drei Töchter und zwei Söhne. Talbot fand seine letzte Ruhe in der Familiengruft auf dem Aachener Ostfriedhof.
Nach Carl Gustavs Tod errichtete seine Witwe eine Stiftung zur Ausbildung armer, elternloser, verlassener oder verwahrloster Kinder nach vollendeter Schulzeit sowie die Stiftung zur Unterhaltung der Haushaltsschule Marienhospiz in der Eifelstraße. Die Kinder und Schwiegerkinder des Ehepaares gründeten in Erinnerung an ihre Mutter die Clémence-Talbot-Stiftung zu dem Zweck, armen, kranken und erholungsbedürftigen Schulkindern die Unterbringung in einem Erholungsheim zu ermöglichen. Aus diesem Fonds wurde unter anderem der Neubau des Erholungsheimes Maria im Tann finanziert.